# Federazione calcistica di Vanuatu
La Federazione calcistica di Vanuatu (in inglese Vanuatu Football Federation, acronimo VFF) è l'ente che governa il calcio a Vanuatu.
Fondata nel 1934, si affiliò alla FIFA e all'OFC nel 1988. Ha sede nella capitale Port Vila e controlla il campionato nazionale, la coppa nazionale e la Nazionale del paese.